# Oleszka (Frączkowo)
Oleszka – przysiółek osady Frączkowo w Polsce, położony w województwie warmińsko-mazurskim, w powiecie kętrzyńskim, w gminie Barciany.
W latach 1975–1998 przysiółek administracyjnie należał do województwa olsztyńskiego.
W miejscowości brak zabudowy.